# Premi e riconoscimenti di Julia Roberts

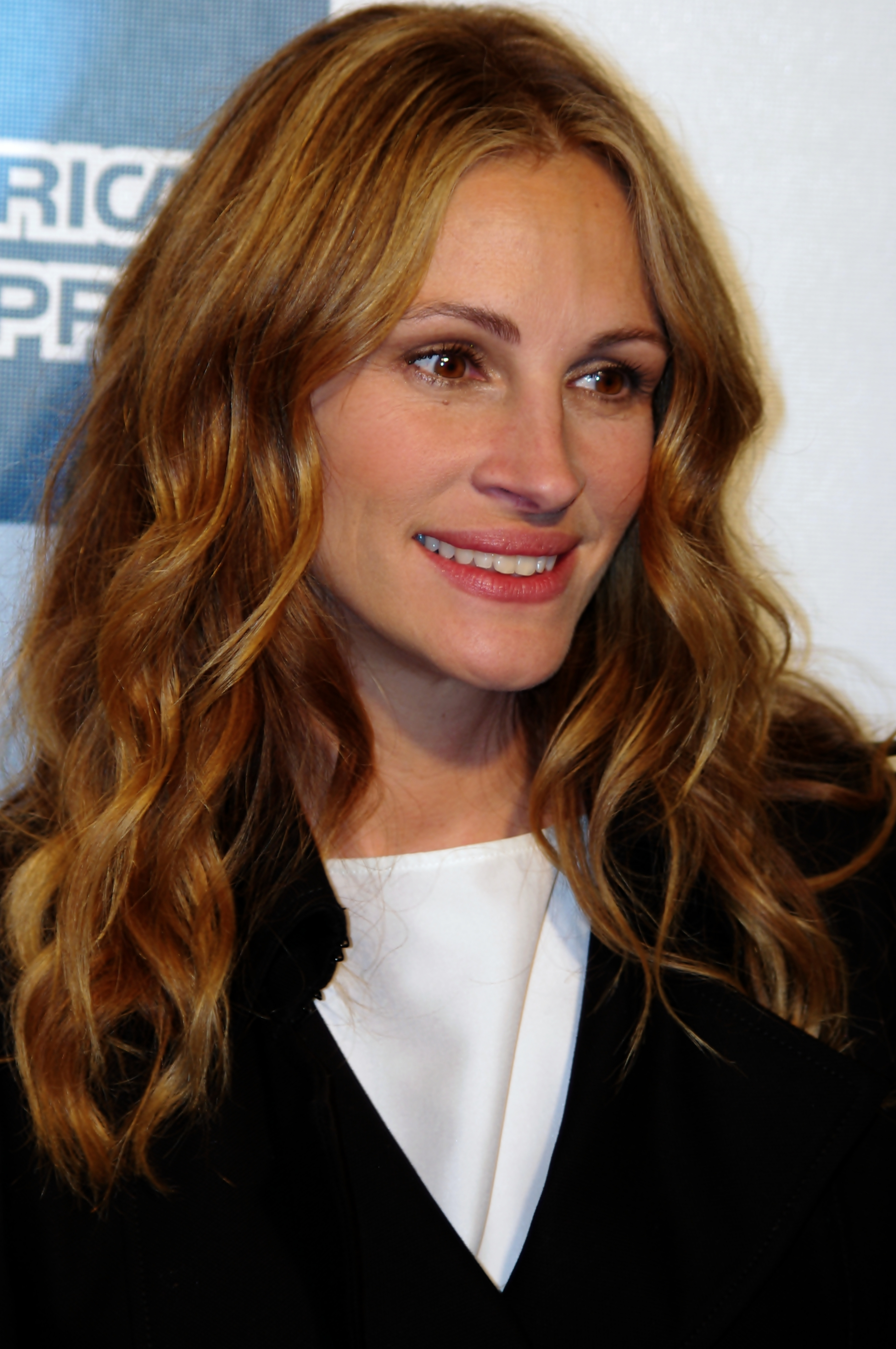
Julia Roberts nel 2011

Questa è la lista dei principali premi e riconoscimenti dell'attrice Julia Roberts.

## Premi cinematografici e televisivi

### Principali
- Premio Oscar
  - 1990 – Candidatura alla miglior attrice non protagonista per Fiori d'acciaio
  - 1991 – Candidatura alla miglior attrice per Pretty Woman
  - 2001 – Miglior attrice per Erin Brockovich - Forte come la verità
  - 2014 – Candidatura alla miglior attrice non protagonista per I segreti di Osage County[1]

- Golden Globe
  - 1990 – Miglior attrice non protagonista per Fiori d'acciaio
  - 1991 – Miglior attrice in un film commedia o musicale per Pretty Woman
  - 1998 – Candidatura alla miglior attrice in un film commedia o musicale per Il matrimonio del mio migliore amico
  - 2000 – Candidatura per la miglior attrice in un film commedia o musicale per Notting Hill
  - 2001 – Miglior attrice in un film drammatico per Erin Brockovich - Forte come la verità
  - 2008 – Candidatura alla miglior attrice non protagonista per La guerra di Charlie Wilson
  - 2010 – Candidatura alla miglior attrice in un film commedia o musicale per Duplicity
  - 2014 – Candidatura alla miglior attrice non protagonista per I segreti di Osage County
  - 2019 – Candidatura alla miglior attrice in una serie drammatica per Homecoming[2]

- BAFTA
  - 1991 – Candidatura alla miglior attrice per Pretty Woman
  - 2001 – Miglior attrice per Erin Brockovich - Forte come la verità
  - 2014 – Candidatura alla miglior attrice non protagonista per I segreti di Osage County

- Premio Emmy
  - 1999 – Candidatura alla migliore attrice ospite in una serie drammatica per Law & Order - I due volti della giustizia
  - 2014 – Candidatura alla miglior attrice non protagonista in una miniserie o film per The Normal Heart

- Screen Actors Guild Award
  - 2001 – Miglior attrice cinematografica per Erin Brockovich - Forte come la verità
  - 2014 – Candidatura alla miglior attrice non protagonista cinematografica per I segreti di Osage County[3]
  - 2014 – Candidatura al miglior cast cinematografico per I segreti di Osage County[4]
  - 2015 – Candidatura alla miglior attrice in una miniserie o film per la televisione per The Normal Heart

### Altri
- Annual American Cinematheque Award 
  - 2007 - Premio alla carriera
- AACTA Award
  - 2014 - Candidatura alla miglior attrice non protagonista per I segreti di Osage County
- Blockbuster Entertainment Award
  - 1998 – Migliore attrice di commedia per Il matrimonio del mio migliore amico
  - 1998 – Migliore attrice di thriller per Ipotesi di complotto
  - 1999 - Migliore attrice drammatica per Nemiche amiche
  - 2000 – Candidatura alla migliore attrice in un film commedia/romantico per Notting Hill
  - 2000 – Candidatura alla migliore attrice di commedia per Se scappi, ti sposo
  - 2001 - Migliore attrice drammatica per Erin Brockovich - Forte come la verità

- Critics' Choice Movie Award e Critics' Choice Television Award
  - 2001 – Miglior attrice per Erin Brockovich - Forte come la verità
  - 2002 – Candidatura al miglior cast corale per Ocean's Eleven - Fate il vostro gioco
  - 2004 – Candidatura al miglior cast corale per Closer
  - 2005 – Candidatura al miglior cast corale per Ocean's Twelve
  - 2014 – Candidatura alla miglior attrice non protagonista per I segreti di Osage County[5]
  - 2014 – Candidatura al miglior cast corale per I segreti di Osage County[5]
  - 2014 – Candidatura alla miglior attrice non protagonista in un film o miniserie TV per The Normal Heart[5]
  - 2019 – Candidatura alla Miglior attrice in una serie drammatica per Homecoming[6]

- MTV Movie Award
  - 1992 – Candidatura alla miglior performance femminile per Scelta d'amore - La storia di Hilary e Victor
  - 1992 – Candidatura alla attrice più attraente per Scelta d'amore - La storia di Hilary e Victor
  - 1994 – Candidatura alla miglior performance femminile per Il rapporto Pelican
  - 1998 – Candidatura alla miglior performance femminile per Il matrimonio del mio migliore amico
  - 2000 – Candidatura alla miglior performance femminile per Se scappi, ti sposo
  - 2001 – Miglior performance femminile per Erin Brockovich - Forte come la verità
  - 2001 – Miglior battuta per Erin Brockovich - Forte come la verità

- National Board of Review of Motion Pictures
  - 1994 – Miglior cast per Prêt-à-Porter
  - 2001 – Miglior attrice per Erin Brockovich - Forte come la verità
  - 2004 – Miglior cast per Closer

- Nickelodeon Kids' Choice Awards
  - 1991 – Miglior attrice cinematografica per Pretty Woman
  - 1999 – Candidatura alla miglior attrice preferita per Nemiche amiche
  - 2000 – Candidatura alla miglior attrice cinematografica per Notting Hill
  - 2000 – Candidatura alla miglior coppia cinematografica (con Hugh Grant) per Notting Hill
  - 2006 – Candidatura alla doppiatrice preferita per un film d'animazione per Ant Bully - Una vita da formica
  - 2013 – Candidatura al cattivo preferito per Biancaneve

- Phoenix Film Critics Society Award
  - 2001 – Candidatura al miglior cast per Ocean's Eleven - Fate il vostro gioco
  - 2004 – Candidatura al miglior cast per Ocean's Twelve
  - 2013 – Candidatura alla miglior attrice non protagonista per I segreti di Osage County
  - 2013 – Candidatura al miglior cast per I segreti di Osage County

- Hollywood Film Festival
  - 2014 – Miglior attrice non protagonista per I segreti di Osage County
  - 2014 – Miglior cast per I segreti di Osage County

- Razzie Award
  - 1991 – Candidatura alla peggior attrice non protagonista per Hook - Capitan Uncino
  - 1996 – Candidatura alla peggior attrice per Mary Reilly
  - 2016 – Candidatura alla peggior attrice per Mother's Day

- Satellite Award
  - 1997 – Candidatura alla miglior attrice in un film commedia o musicale per Il matrimonio del mio migliore amico
  - 1999 – Candidatura alla miglior attrice in un film commedia o musicale per  Notting Hill
  - 2000 – Candidatura alla miglior attrice in un film drammatico per Erin Brockovich - Forte come la verità
  - 2014 – Candidatura alla miglior attrice non protagonista per I segreti di Osage County[7]
  - 2019 – Candidatura alla miglior attrice in una miniserie o film per la televisione per Homecoming

- Saturn Award
  - 1992 – Candidatura alla miglior attrice non protagonista per Linea mortale
  - 1992 – Candidatura alla miglior attrice per A letto con il nemico

- Young Artist Award
  - 1988 - Candidatura alla miglior giovane attrice in un film drammatico per Mystic Pizza
- Independent Spirit Award
  - 1989 - Candidatura per la miglior attrice per Mystic Pizza
- Jupiter Award
  - 1990 - Candidatura alla miglior attrice internazionale per Pretty Woman
- David di Donatello
  - 1991 - Candidatura per la miglior attrice straniera per Pretty Woman;
- London Critics Circle Film Awards
  - 2000 - Migliore attrice dell'anno per Erin Brockovich - Forte come la verità;
- Los Angeles Film Critics Association Award
  - 2000 - Miglior attrice per Erin Brockovich - Forte come la verità;
- San Diego Film Critics Society Award 
  - 2000 - Migliore attrice per Erin Brockovich - Forte come la verità
- Online Film Critics Society Award 
  - 2000 - Candidatura alla miglior attrice per Erin Brockovich - Forte come la verità
- Chicago Film Critics Association Award
  - 2001 - Candidatura per la miglior attrice per Erin Brockovich - Forte come la verità
- Empire Awards
  - 2001 - Candidatura alla miglior attrice per Erin Brockovich - Forte come la verità